# Lester (Virginia Occidental)
Lester es un pueblo ubicado en el condado de Raleigh en el estado estadounidense de Virginia Occidental. En el Censo de 2010 tenía una población de 348 habitantes y una densidad poblacional de 268,19 personas por km².

## Geografía
Lester se encuentra ubicado en las coordenadas 37°43′55″N 81°18′10″O / 37.73194, -81.30278. Según la Oficina del Censo de los Estados Unidos, Lester tiene una superficie total de 1.3 km², de la cual 1.3 km² corresponden a tierra firme y (0%) 0 km² es agua.

## Demografía
Según el censo de 2010, había 348 personas residiendo en Lester. La densidad de población era de 268,19 hab./km². De los 348 habitantes, Lester estaba compuesto por el 83.91% blancos, el 13.79% eran afroamericanos, el 0.29% eran amerindios, el 0% eran asiáticos, el 0% eran isleños del Pacífico, el 0% eran de otras razas y el 2.01% pertenecían a dos o más razas. Del total de la población el 0.29% eran hispanos o latinos de cualquier raza.